# 黄胸果鸠
，是鸽形目鸠鸽科的一种鸟类。

## 特征
黄胸果鸠体重约108.48克，翼长约115.2毫米，嘴峰长约17.9毫米，喙宽度约4.3毫米，喙厚度约4.1毫米，跗蹠长约19.9毫米，尾长约65.8毫米。黄胸果鸠在其分布区内为留鸟，其栖息在半开放的高大的树木组成的森林中，食性为草食性，主要食物来源是水果。

## 亚种
- ：分布于农福尔岛、比亚克岛和雅本岛。
- ：分布于阿德默勒尔蒂群岛、圣马蒂亚斯群岛和新汉诺威岛。
- ：分布于新不列颠岛及附近岛屿。
- ：分布于格林群岛（所罗门群岛西部）。
- ：分布于所罗门群岛（布干维尔岛和布卡岛）。
- ：分布于所罗门群岛西南部。
- ：分布于瓜达尔卡纳尔岛（所罗门群岛东南部）。
- ：分布于马莱塔岛（所罗门群岛东部）。
- ：分布于所罗门群岛（马基拉岛和乌基岛）。[4]